# Bode-Museum
Il Bode-Museum è un museo statale di Berlino, sito sull'Isola dei musei.
Accoglie le collezioni di scultura (Skulpturensammlung), il ricco monetiere e medagliere (Münzkabinett), il museo bizantino e una piccola parte delle collezioni della Pinacoteca (Gemäldegalerie).

## Storia

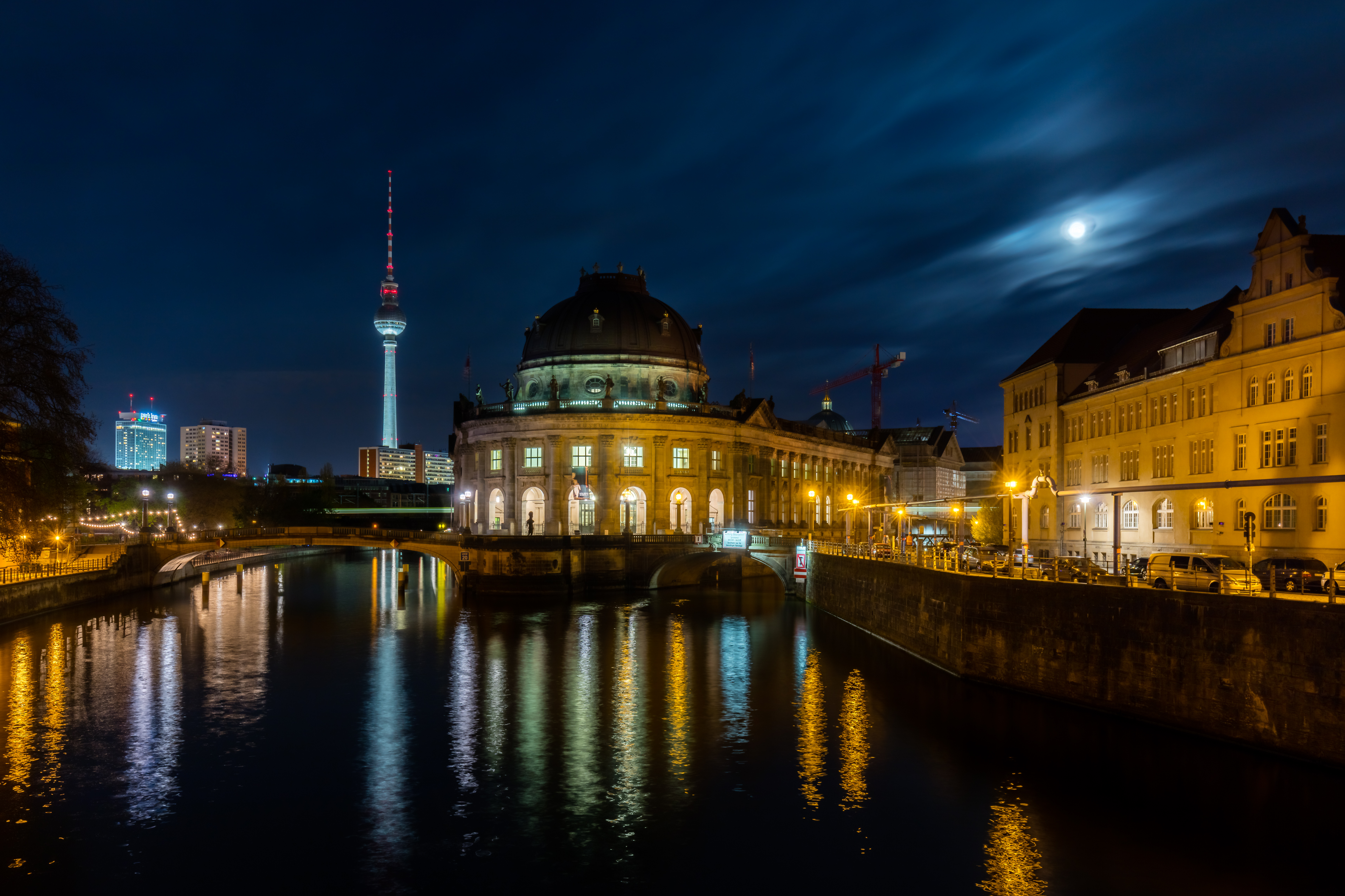
Vista di notte.

Il museo è ospitato in un edificio di interesse storico, progettato dall'architetto Ernst von Ihne e inaugurato nel 1904. In origine fu chiamato Kaiser-Friedrich-Museum dall'imperatore Federico III di Germania. Nel 1956 fu rinominato Bode-Museum in onore del suo fondatore e primo direttore, Wilhelm von Bode.
Fu chiuso per manutenzione nel 1997, e riaperto il 18 ottobre 2006.

## Opere principali
- Arnolfo di Cambio
  - Dormitio Virginis
- Donatello
  - Madonna Pazzi
  - Putto con tamburello
  - Madonna Huldschinsky
  - Madonna col Bambino e quattro cherubini
- Raffaello
  - Madonna Diotallevi